# オマー・ブラウン
オマー・ブラウン（Omar Brown、1982年6月21日 ‐ ）は、トレローニー教区出身で短距離走が専門の元陸上競技選手。室内200mの自己ベストは元室内ジャマイカ記録の20秒52。2006年コモンウェルスゲームズ男子200mの金メダリストである。妻はオリンピックと世界選手権で5つの金メダルを獲得しているベロニカ・キャンベル＝ブラウン。

## 経歴
1999年7月にブィドゴシュチュで開催された世界ユース選手権に出場すると、男子100mの決勝で10秒43（+1.4）をマークし、マーク・ルイス＝フランシス（10秒40）、Bryan Sears（英語版）（10秒42）に次ぐ3位に入り銅メダルを獲得。男子200mは決勝で21秒09（+0.9）をマークし、Timothy Benjamin（英語版）（20秒72）に次ぐ2位に入りに銀メダルを獲得。男子4×100mリレーでは決勝でジャマイカチーム（ウィンストン・スミス、マイケル・フレイター、Davion Spence、ブラウン）のアンカーを務め、ユース世界最高記録（当時）となる40秒03をマークしての金メダル獲得に貢献し、出場した3種目全てでメダルを獲得した。
2000年10月にサンティアゴで開催された世界ジュニア選手権に出場すると、男子200mは決勝に進出するも21秒04（+1.3）の4位に終わり、0秒10差でメダルを逃した。男子4×100mリレーでは決勝でジャマイカチーム（マイケル・フレイター、ブラウン、ウィンストン・スミス、マービン・アンダーソン）の2走を務めたが、40秒07の5位に終わった。
2005年8月のヘルシンキ世界選手権男子200mに出場してシニアの世界選手権を初めて経験するも、1次予選で途中棄権に終わった。
2006年3月にメルボルンで開催されたコモンウェルスゲームズ男子200mにおいて決勝まで進出すると、決勝では20秒47（+0.5）をマークしてステファン・バックランドに同タイム着差ありで競り勝ち、シニアの主要国際大会で初のタイトルを獲得した。

## 家族
妻は2004年アテネオリンピックで女子200mと4×100mリレーの2冠達成、2008年北京オリンピックの女子200mで2連覇を達成するなど、オリンピックと世界選手権で5つの金メダルを獲得しているベロニカ・キャンベル＝ブラウン。2007年11月3日に結婚した。

## 自己ベスト
記録欄の（　）内の数字は風速（m/s）で、+は追い風を意味する。
| 種目 | 記録          | 年月日        | 場所             | 備考                 |
| 屋外 | 屋外          | 屋外          | 屋外             | 屋外                 |
| ---- | ------------- | ------------- | ---------------- | -------------------- |
| 100m | 10秒27 (+0.5) | 2000年7月21日 | キングストン     |                      |
| 200m | 20秒33 (+1.2) | 2006年5月21日 | カーソン         |                      |
| 400m | 46秒00        | 2005年4月17日 | ウォルナット     |                      |
| 室内 |               |               |                  |                      |
| 60m  | 6秒72         | 2004年2月28日 | レキシントン     |                      |
| 200m | 20秒52        | 2005年3月11日 | フェイエットビル | 元室内ジャマイカ記録 |
| 300m | 33秒20        | 2006年2月10日 | フェイエットビル |                      |
| 400m | 46秒74        | 2005年2月26日 | フェイエットビル |                      |

## 主要大会成績
備考欄の記録は当時のもの
| 年   | 大会                                           | 場所                   | 種目    | 結果    | 記録          | 備考                      |
| ---- | ---------------------------------------------- | ---------------------- | ------- | ------- | ------------- | ------------------------- |
| 1998 | カリフタゲームズ (U17) (en)                    | ポートオブスペイン     | 200m    | 2位     | 21秒71 (0.0)  |                           |
| 1998 | 中央アメリカ・カリブ ジュニア選手権 (U17) (en) | ジョージタウン         | 100m    | 優勝    | 10秒69 (+1.2) |                           |
| 1998 | 中央アメリカ・カリブ ジュニア選手権 (U17) (en) | ジョージタウン         | 200m    | 優勝    | 21秒47 (+0.8) |                           |
| 1998 | 中央アメリカ・カリブ ジュニア選手権 (U17) (en) | ジョージタウン         | 4x100mR | 優勝    | 42秒12 (4走)  |                           |
| 1999 | カリフタゲームズ (U20) (en)                    | フォール＝ド＝フランス | 100m    | 3位     | 10秒69 (-0.4) |                           |
| 1999 | カリフタゲームズ (U20) (en)                    | フォール＝ド＝フランス | 200m    | 2位     | 21秒18 (+1.3) |                           |
| 1999 | パンアメリカン ジュニア選手権 (en)             | タンパ                 | 100m    | 4位     | 10秒66 (0.0)  |                           |
| 1999 | 世界ユース選手権                               | ブィドゴシュチュ       | 100m    | 3位     | 10秒43 (+1.4) | 2位と0秒01差 1位と0秒03差 |
| 1999 | 世界ユース選手権                               | ブィドゴシュチュ       | 200m    | 2位     | 21秒09 (+0.9) |                           |
| 1999 | 世界ユース選手権                               | ブィドゴシュチュ       | 4x100mR | 優勝    | 40秒03 (3走)  | ユース世界最高記録        |
| 2000 | カリフタゲームズ (U20) (en)                    | セントジョージズ       | 100m    | 優勝    | 10秒39 (+0.6) |                           |
| 2000 | カリフタゲームズ (U20) (en)                    | セントジョージズ       | 200m    | 優勝    | 21秒06 (+0.9) |                           |
| 2000 | カリフタゲームズ (U20) (en)                    | セントジョージズ       | 4x100mR | 優勝    | 40秒55 (4走)  |                           |
| 2000 | 中央アメリカ・カリブ ジュニア選手権 (en)       | サンフアン             | 200m    | 優勝    | 21秒10 (+2.0) |                           |
| 2000 | 中央アメリカ・カリブ ジュニア選手権 (en)       | サンフアン             | 4x100mR | 優勝    | 40秒39 (2走)  |                           |
| 2000 | 世界ジュニア選手権                             | サンティアゴ           | 200m    | 4位     | 21秒04 (+1.3) |                           |
| 2000 | 世界ジュニア選手権                             | サンティアゴ           | 4x100mR | 5位     | 40秒07 (2走)  |                           |
| 2001 | 中央アメリカ・カリブ選手権 (en)                | グアテマラシティ       | 4x100mR | 決勝    | DNF (4走)     |                           |
| 2005 | 世界選手権                                     | ヘルシンキ             | 200m    | 1次予選 | DNF           |                           |
| 2006 | コモンウェルスゲームズ (en)                    | メルボルン             | 200m    | 優勝    | 20秒47 (+0.5) | 2位と同タイム着差あり     |